# The Mystery of the Druids
The Mystery of the Druids (em alemão: Das Geheimnis der Druiden) é um jogo eletrônico de aventura desenvolvido pelo estúdio alemão House of Tales e publicado pela cdv Software Entertainment para Microsoft Windows. O jogo foi lançado na Alemanha em 23 março de 2001, no Reino Unido em 14 de setembro de 2001 e na América do Norte em 7 de novembro de 2001.
O jogo se passa no Reino Unido, onde o detetive Brent Halligan, um inspetor da Scotland Yard, investiga uma série de assassinatos brutais perpetuados na Inglaterra. A investigação leva o detetive Halligan a um mistério que envolve o desaparecimento da Ordem Britânica dos Druidas e, por fim, o leva a uma viagem no tempo.
A THQ Nordic (então Nordic Games) anunciou em 5 de dezembro de 2014 que havia adquirido a propriedade intelectual do jogo. Em 8 de abril de 2015, a empresa publicou The Mystery of the Druids na Steam e na GOG.com.

## Jogabilidade

Captura de tela da jogabilidade, mostrando o cursor do jogo e a árvore de diálogo.

Grande parte de The Mystery of the Druids consiste em descobrir pistas e resolver quebra-cabeças. As pistas são encontradas principalmente ao mover o cursor do computador sobre vários objetos na tela e clicar neles para adicioná-los ao inventário ou obter mais informações. Os quebra-cabeças geralmente são resolvidos combinando itens por meio de gestos de arrastar e soltar, após o qual o jogador deve descobrir como o item recém-criado pode ser usado. Muitas ações no jogo exigem a conclusão de tais quebra-cabeças, como a capacidade de usar um telefone.
A interação com personagens não jogáveis é realizada por meio de árvores de diálogo. Essas conversas são essenciais para jogar o jogo, já que muitos dos principais pontos da trama são revelados por meio de conversas, em vez de investigação do ambiente.

## Enredo

Cena de abertura do jogo, onde um ritual é realizado por um grupo de druidas no Stonehenge.

The Mystery of the Druids começa com uma cerimônia sombria no Stonehenge no ano 1000 d.C., onde um grupo de druidas é envolvido por um brilho sobrenatural antes de ser consumido pelo fogo.
No ano 2000, na New Scotland Yard, em Londres, o detetive Brent Halligan foi designado para investigar uma série de assassinatos brutais conhecidos como “Skeleton Murders”. Ajudando-o na investigação está a Dra. Melanie Turner, antropóloga do Museu Antropológico de Oxford, que, juntamente com o historiador Arthur Blake, descobre que os assassinatos correspondem à descrição de rituais de sacrifício canibal realizados por druidas britânicos. Mais tarde, é revelado que um druida superior demoníaco tomou o poder sobre os druidas para forçar a humanidade a se submeter ao seu domínio por meio da realização de um “ritual final”, que transferiria o conhecimento e o poder dos druidas para cinco crianças conhecidas como “Herdeiros” (em inglês: Inheritors). O ritual não foi totalmente concluído, mas os Herdeiros são fortes e poderosos o suficiente para concluir o ritual por conta própria.

Enquanto investigava uma pista sobre um grupo de neodruidas chamado “O Círculo” (em inglês: The Circle), Halligan é capturado e mantido prisioneiro por seu líder, Lord Sinclair. Halligan escapa, mas descobre que o Círculo está realizando um sacrifício humano e desmaia. Halligan acorda em um jantar e, sem saber, consome carne humana, o que lhe dá força e poder, mas também o torna suscetível à lavagem cerebral. Turner é direcionada à propriedade de Lord Sinclair por meio de informações que Halligan havia deixado em seu museu e, depois disso, ela consegue entrar sorrateiramente na propriedade. Ela encontra um artefato, o Amuleto da Transformação, que pode ser necessário para concluir o Ritual Final. Halligan a encontra e começa uma briga antes de ela deixá-lo inconsciente. Ao acordar, ele descobre que sofreu uma lavagem cerebral. Ele descobre o plano de Sinclair, que é lançar uma maldição sobre o mundo para escravizar a humanidade.

O detetive Brent Halligan, um dos protagonistas do jogo.

Se Turner for notada ao tentar resgatar Halligan, a segurança de Lord Sinclair a capturará. Ela é levada para dentro, onde um Halligan que sofreu lavagem cerebral, que parece não reconhecê-la, informa que ela será a convidada de honra do jantar. Alguns dias depois, o esqueleto de Turner é encontrado em uma floresta perto de Londres. Halligan é dado como desaparecido e visto pela última vez saindo de seu departamento na Scotland Yard. Blake é morto por Sinclair, mas ele os indica a direção das ruínas das "Doze Pontes" (em inglês: Twelve Bridges). Ao chegar lá, Halligan e Turner são enviados de volta no tempo. Halligan se depara com o local do ritual e tenta interrompê-lo, mas é interrompido pelo druida demoníaco Serstan, que mantém Turner como refém. Um cajado que Halligan havia encontrado é trocado pela vida de Turner e uma promessa, em sua honra, de não prejudicar Halligan ou Turner. Serstan concorda e dá início ao ritual, no qual Halligan e Turner são transportados de volta ao seu próprio tempo.
Halligan e Turner correm para o Stonehenge, onde o Círculo está tentando concluir o ritual final. Halligan apunhala Turner com uma tesoura e informa a Serstan que o voto foi quebrado, fazendo com que Serstan intervenha e faça com que o Círculo desapareça, impedindo que o ritual seja concluído. Turner está à beira da morte, mas Halligan consegue salvá-la usando visco mágico e, depois disso, eles se beijam.

## Desenvolvimento
A cdv Software Entertainment revelou The Mystery of the Druids, então intitulado The Heirs of the Druids, à IGN em 12 de julho de 2000. Tratava-se do primeiro lançamento da desenvolvedora House of Tales. The Mystery of the Druids foi anunciado como contendo “50 locais detalhados”, “360 cenas interativas” e “20 personagens com voz”. Ele também combinava “gráficos 2D e 3D, incluindo modelos de personagens com até 1.000 polígonos”.
Uma demo jogável foi lançada em 25 de maio de 2001, com o jogo disponível até se chegar ao Museu de Antropologia em Oxford. Uma segunda demo foi lançada em 25 de setembro do mesmo ano, incluindo a cena da viagem no tempo para impedir o antigo ritual que resultou na criação dos Herdeiros. O primeiro trailer foi lançado em 14 de agosto de 2001 e apresentava vídeos de jogabilidade do detetive Halligan. Um segundo trailer foi lançado em 30 de agosto. O terceiro e último trailer foi lançado em 6 de setembro de 2001. Esse trailer apresentou o romance entre o detetive Halligan e a Dra. Melanie Turner à medida que ele progride no jogo.

## Recepção

### Doméstica
No mercado alemão, The Mystery of the Druids estreou na 29ª posição na tabela de vendas de jogos de computador da Media Control em março de 2001. Alex Watson, da GameSpot UK, escreveu que o jogo havia se tornado um “grande sucesso” na Alemanha em julho. A publicação alemã Golem.de também relatou que o jogo foi “bastante bem-sucedido”.
Escrevendo para a Golem.de, Thorsten Wiesner comentou: “A história empolgante e o design atmosférico do jogo são grandes fatores positivos, mas as limitações no controle e gráficos fracos também são aspectos negativos claros - com um pouco mais de cuidado, The Mystery of the Druids poderia ter sido um título muito melhor”.

### Internacional
The Mystery of the Druids recebeu análises "geralmente negativas" da crítica especializada de acordo com o agregador de críticas Metacritic, com uma média ponderada de 49 de um máximo de 100. No agregador de críticas GameRankings, o jogo recebeu uma média ponderada de 53% baseada em 17 análises da crítica especializada.
Brett Todd, da Computer Games Magazine, afirmou que o jogo era “mal projetado, feio e repleto de bugs”. A GameSpot descreveu seus personagens como "rudes", seus quebra-cabeças e diálogos como "confusos" e o jogo em geral como "surpreendentemente desprovido de enredo". A GameSpy o descreveu como um jogo que poderia fazer com que os jogadores quisessem "resolver o problema com as próprias mãos e acabar com o sofrimento do gênero [de jogos de aventura]". Em uma análise positiva, Mark Hill, da PC Zone, escreveu que os “parentes mais próximos do título são Broken Sword e o jogo de Blade Runner, [mas que] Druids é muito superior a ambos”. Ele o resumiu como “o melhor jogo de aventura sério dos últimos anos”.

## Legado
Em retrospecto, Martin Ganteföhr, um dos escritores do jogo, caracterizou The Mystery of the Druids como uma importante experiência de aprendizado para a House of Tales, apesar de seus erros e das muitas críticas negativas. Ele disse após o lançamento:
The Mystery of the Druids foi um jogo que apresentou falhas em muitas áreas, e muitas das críticas que recebeu foram justificadas. Devo admitir, no entanto, que fiquei um pouco surpreso com a natureza obsessiva de algumas das reações negativas. Sabíamos que poderíamos fazer melhor, mas MOTD foi um jogo de estreia, nem mais nem menos. [...] Quando nos recuperamos da terrível ressaca que toda a negatividade nos causou, nos sentamos com a missão de criar um jogo melhor.
A House of Tales seguiu The Mystery of the Druids com The Moment of Silence (2004) e, posteriormente, com Overclocked: A History of Violence (2008). Em 2018, Ganteföhr trabalhou com a Daedalic Entertainment para criar o jogo State of Mind.